# Silvita
La silvita, de vegades també anomenada silvina, és un mineral del grup dels halurs. Rep el seu nom de François Sylvius de le Boe (1614-1672), un físic i químic de Leyden, Països Baixos.

## Característiques
Químicament és un clorur potàssic (KCl). Cristal·litza, com la sal gemma, en el sistema isomètric, dominant en cubs. Més freqüentment es presenta en masses cristal·lines incolores o vermelles per la presència de substàncies estranyes. La seva lluentor és vítria. És soluble en aigua i de gust amarg, la seva coloració és violeta a la flama del bufador, però per poder observar-la cal mirar a través d'un vidre de color blau de cobalt per eliminar el color groc de les sals de sodi que sempre acompanyen aquesta i que emmascaren el violeta propi de les potàssiques. En dissolució precipita amb el clorur de platí en octàedres grocs de cloroplatinat potàssic.
Segons la classificació de Nickel-Strunz, la silvita pertany a «03.AA - Halurs simples, sense H₂O, amb proporció M:X = 1:1, 2:3, 3:5, etc.» juntament amb els següents minerals: marshita, miersita, nantokita, iodargirita, tocornalita, bromargirita, clorargirita, carobbiïta, griceïta, halita, vil·liaumita, salmiac, lafossaïta, calomelans, kuzminita, moschelita, neighborita, clorocalcita, kolarita, radhakrishnaïta, callacolloïta i hephaistosita.

## Formació
La silvita és un dels últims minerals evaporítics a precipitar fora de la solució. Com a tal, només es troba en zones salines molt seques. Acompanya a la sal comuna en molts dels seus jaciments, en capes i bolsadas dins d'ella. El seu ús principal és com un fertilitzant de potassi. Es troba en molts dipòsits evaporítics a tot el món. Dipòsits amb llit massius ocorren a Nou Mèxic i l'oest de Texas, i en Utah als Estats Units, però la font més gran del món està a Saskatchewan, Canadà. Els vasts dipòsits a Saskatchewan van ser formats per l'evaporació del mar Devonià. Es troba també a Súria, Cardona i Sallent.